# Bling-Bang-Bang-Born
«Bling-Bang-Bang-Born» — песня японского хип-хоп-дуэта Creepy Nuts. Она была выпущена в качестве сингла 7 января 2024 года на лейбле Onenation и Sony Music Associated. Песня послужила вступительной темой для второго сезона аниме-телесериала Mashle: Magic and Muscles с подзаголовком «Экзамен на звание божественного провидца».
Песня приобрела популярность в Японии и за рубежом благодаря интернет-челленджу «BBBB Dance», в результате чего песня заняла восьмое место в Billboard Global 200. В Японии песня была номером один в Billboard Japan Hot 100 в течение 19 недель, что является вторым по продолжительности номером один в истории после «Idol» дуэта Yoasobi (22 недели) и в Oricon Combined Singles Chart в течение четырёх недель подряд.

## Предыстория и релиз
11 ноября 2023 года было объявлено, что Creepy Nuts исполнят вступительную тему под названием «Bling-Bang-Bang-Born» для второго сезона Mashle: Magic and Muscles. Песня стала доступна на цифровых музыкальных и стриминговых платформах 7 января 2024 года. Музыкальный клип, созданный в сотрудничестве с Mashle, был загружен 3 марта. Впоследствии сингл был выпущен вместе с «Nidone» в качестве двойного A-стороны CD-сингла 20 марта.

## Композиция
«Bling-Bang-Bang-Born» — электронный клубный трек в стиле джерси-клаб, изображающий главного героя Мэша Бернедеда, молодого человека, который родился без магии в волшебном мире и борется против тёмной магической организации; дуэт нашёл личные трудности Мэша соотносимыми с их карьерой.

## Признание

### Итоговые списки критиков
| Критик/Публикация | Список                             | ранг | Ссылка |
| ----------------- | ---------------------------------- | ---- | ------ |
| Nialler9          | Filmore!'s Favourite Songs of 2024 | н/д  | [ 13 ] |
| Polygon           | The 6 Best Anime Openings of 2024  | н/д  | [ 14 ] |

### Награды и номинации
| Церемония                            | Год    | Награда                               | Результат | Ссылка |
| ------------------------------------ | ------ | ------------------------------------- | --------- | ------ |
| Abema Anime Trend Awards             | 2024   | Anime Song Award                      | Победа    | [ 15 ] |
| AMD Awards                           | 2025   | Excellence Award                      | Победа    | [ 16 ] |
| Anime Grand Prix                     | 2024   | Best Theme Song                       | 7th place | [ 17 ] |
| Anime Trending Awards                | 2025   | Opening Theme Song of the Year        | Номинация | [ 18 ] |
| Crunchyroll Anime Awards             | 2025   | Best Opening Sequence                 | Ожидается | [ 19 ] |
| Crunchyroll Anime Awards             | 2025   | Best Anime Song                       | Ожидается | [ 19 ] |
| Japan Gold Disc Award                | 2025   | Song of the Year by Download (Japan)  | Победа    | [ 20 ] |
| Japan Gold Disc Award                | 2025   | Best 3 Songs by Download              | Победа    | [ 20 ] |
| Japan Gold Disc Award                | 2025   | Song of the Year by Streaming (Japan) | Победа    | [ 20 ] |
| Japan Gold Disc Award                | 2025   | Best 5 Songs by Streaming             | Победа    | [ 20 ] |
| Japan Record Awards                  | 2024   | Grand Prix                            | Номинация | [ 21 ] |
| Excellent Awards                     | Победа |                                       |           |        |
| MTV Video Music Awards Japan         | 2025   | Song of the Year                      | Победа    | [ 22 ] |
| Reiwa Anisong Awards                 | 2025   | Best Work Award                       | Победа    | [ 23 ] |
| TikTok First Half Trend Awards       | 2024   | Special Award                         | Победа    | [ 24 ] |
| U-Can New Words and Buzzwords Awards | 2024   | New Words and Buzzwords Awards        | Номинация | [ 25 ] |
| Yahoo! Japan Search Awards           | 2024   | Music Category                        | Победа    | [ 26 ] |

## Чарты
| Чарт (2024)                                | Высшая позиция |
| ------------------------------------------ | -------------- |
| Франция (SNEP)                             | 173            |
| Германия Download (Official German Charts) | 44             |
| Мир Global 200 (Billboard)                 | 8              |
| Гонконг Hong Kong (Billboard)              | 24             |
| Япония (Japan Hot 100)                     | 1              |
| Япония Hot Animation (Billboard Japan)     | 1              |
| Япония Combined Singles (Oricon)           | 1              |
| Япония Anime Singles (Oricon)              | 4              |
| Новая Зеландия (RMNZ)                      | 12             |
| Сингапур (RIAS)                            | 13             |
| Республика Корея (Circle Download Chart)   | 188            |
| Китайская Республика (Billboard)           | 2              |
| США World Digital Song Sales (Billboard)   | 3              |

| Чарт (2024)                             | Позиция |
| --------------------------------------- | ------- |
| Мир (Global 200, Billboard)             | 67      |
| Япония (Japan Hot 100)                  | 1       |
| Япония (Hot Animation, Billboard Japan) | 1       |
| Япония (Japan Combined Singles, Oricon) | 1       |

## Сертификации
| Регион | Сертификация  | Продажи     |
| --- | ------------- | ----------- |
| Япония · Physical | —             | 24,118      |
| Япония (RIAJ) · Digital | Платиновый    | 250 000*    |
| Мексика (AMPROFON) | Золотой       | 70 000      |
| Польша (ZPAV) | Золотой       | 25 000      |
| США (RIAA) | Золотой       | 500 000     |
| Стриминг |               |             |
| Япония (RIAJ) | Бриллиантовый | 500 000 000 |
| * Данные о продажах приведены только на основе сертификации. · Данные о продажах + прослушиваниях приведены только на основе сертификации. · Данные только о прослушиваниях приведены на основе сертификации. |               |             |